# Atletiek op de Paralympische Zomerspelen 2024 - Discuswerpen mannen F52
Het Discuswerpen voor mannen klasse F52 op de Paralympische Zomerspelen 2024 vond plaats op 6 september in het Stade de France. Deze klasse is voor atleten met onderbreking van de zenuwen in de hogere delen van de rug, aanzienlijk verminderde of geen rompfunctie en minimale of geen beenfunctie en missen fijne motorische vaardigheden in hun armen en handen. Dit is een gecombineerde klasse met F51. De winnaar in Tokio was Piotr Kosewicz uit Polen, die in 2024 werd opgevolgd door de Italiaan Rigivan Ganeshamoorthy, Aigars Apinis uit Letland behaalde het zilver en de Braziliaan André Rocha won de bronzen medaille.

## Records
Voorafgaand aan het toernooi waren dit het wereldrecord en het paralympisch record.
| Wereldrecord        | F51 | Chili Benjamin Cardenas   | 13.40 | Nottwil | 26 mei 2023      |
| Paralympisch record | F51 | Algerije Mohamed Berrahal | 12.74 | Tokio   | 29 augustus 2021 |
|                     |     |                           |       |         |                  |
| Wereldrecord        | F52 | Brazilië André Rocha      | 23.80 | Londen  | 18 juni 2017     |
| Paralympisch record | F52 | Litouwen Aigars Apinis    | 21.00 | Londen  | 6 september 2012 |

## Uitslag
| Rang   | Atleet                 | Atleet | Kl. | #1    | #2    | #3    | #4    | #5    | #6    | Resultaat | Bijz. |
| ------ | ---------------------- | ------ | --- | ----- | ----- | ----- | ----- | ----- | ----- | --------- | ----- |
| Goud   | Rigivan Ganeshamoorthy | ITA    | F52 | X     | 25.48 | 25.80 | 27.06 | 22.10 | 24.10 | 27.06     | WR    |
| Zilver | Aigars Apinis          | LAT    | F52 | 20.21 | 19.49 | X     | 20.62 | 20.38 | X     | 20.62     | SB    |
| Brons  | André Rocha            | BRA    | F52 | 18.73 | 17.76 | 19.48 | X     | 18.04 | 15.76 | 19.48     |       |
| 4      | Velimir Šandor         | CRO    | F52 | 17.35 | 17.63 | 17.89 | 18.03 | 17.85 | 17.42 | 18.03     |       |
| 5      | Rafal Rocki            | POL    | F52 | 17.92 | 16.74 | 16.08 | X     | 16.03 | 15.91 | 17.92     |       |
| 6      | Robert Jachimowicz     | POL    | F52 | X     | 17.20 | 17.37 | 17.69 | 17.06 | 16.89 | 17.69     |       |
| 7      | Henrik Plank           | SLO    | F52 | X     | 13.31 | 13.14 | 13.33 | 13.21 | 13.15 | 13.33     |       |
| 8      | Uladzislau Hryb        | NPA    | F51 | 11.39 | 10.84 | 11.32 | 12.28 | 12.05 | 11.58 | 12.28     | SB    |
| 9      | Mohamed Berrahal       | ALG    | F51 | X     | 11.27 | 11.57 | 10.86 | 12.07 | 11.91 | 12.07     |       |
| 10     | Grigorios Ntislis      | GRE    | F52 | 11.75 | 11.89 | 11.60 | 10.73 | 11.33 | 10.98 | 11.89     |       |